# Maria Alice Ricciardi
Maria Alice dos Santos Ricciardi foi uma voleibolista indoor brasileira que atuou na posição de Levantadora pelo Fluminense e também pela Seleção Brasileira, pela qual conquistou três Campeonatos Sul-Americanos e os Jogos Pan-Americanos de 1959.

## Carreira
Maria Alice defendeu as cores do voleibol do Fluminense, clube pelo qual conquistou 20 títulos. A atleta foi diversas vezes campeã carioca juvenil, octacampeã carioca adulto, campeã brasileira juvenil e bi-campeã brasileira adulto, sendo reconhecida como atleta benemérita do clube e da Federação de Volley-Ball do Estado do Rio de Janeiro (FEVERJ).
Sempre vestindo a camisa 9, na Seleção Brasileira Maria Alice foi tri-campeã Sul-Americana (1958, 1961 e 1962) e campeã pan-americana na brilhante e invicta campanha em Chicago, derrotando os EUA na final (1959) e disputou duas edições do Mundial de Voleibol Feminino, com boas colocações.
No ano de 2012 a CBV anunciou o falecimento dessa grande atleta do voleibol brasileiro.

## Títulos e Resultados
Campeonato Mundial de Voleibol Feminino
- 1960-5º Lugar  (Rio de Janeiro,  Brasil)[8]
- 1962-8º Lugar  (Moscou, Rússia)[8]